# Цилиндрическая зубчатая передача

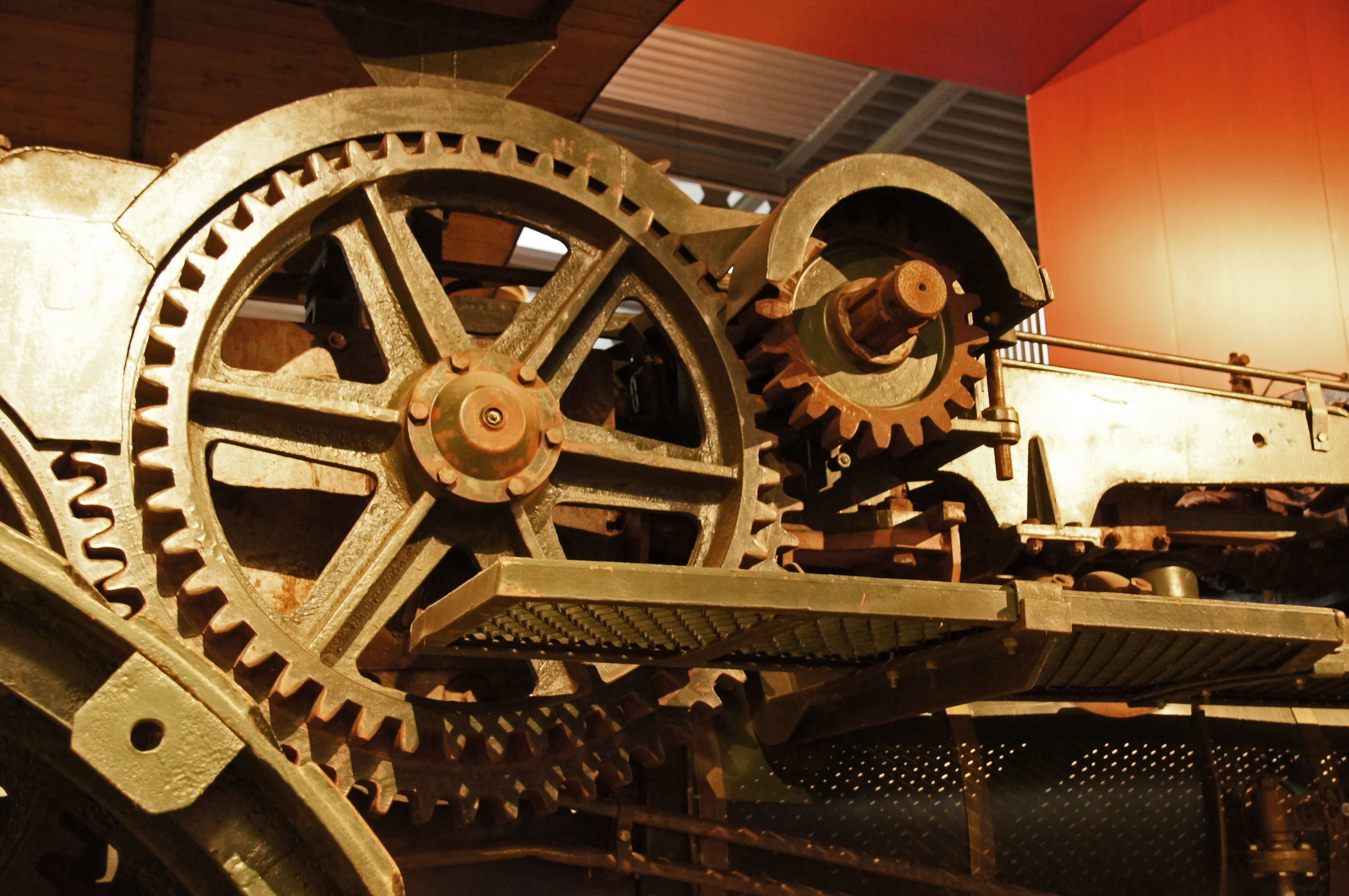
Редуктор с цилиндрическими шестернями, внешнего зацепления

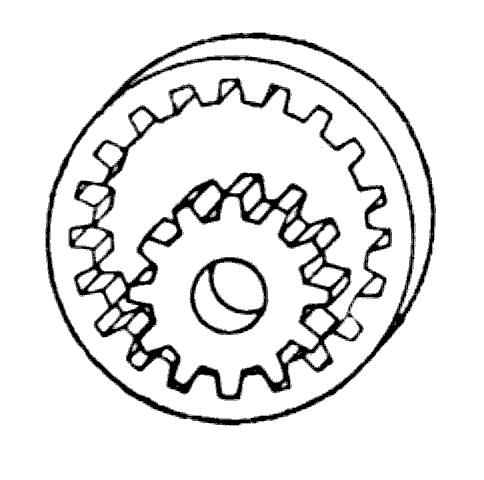
Цилиндрическая зубчатая передача с внутренним зацеплением

Цилиндрическая зубчатая передача — зубчатая передача, состоящая из двух зубчатых колёс, аксоидные, начальные и делительные поверхности которых цилиндрические, а оси вращения параллельны.. Основное предназначение в любых механических передачах мощности вращением — функция механического редуктора. 
Основополагающим документом, устанавливающим применяемые в науке, технике и производстве термины, определения и обозначения понятий, относящихся к геометрии и кинематике цилиндрических зубчатых передач с постоянным передаточным отношением, является действующий на 2020 год советский ГОСТ 16531-83.

## Особенности
Для подавляющего большинства используемых цилиндрических зубчатых передач применяется эвольвентное зацепление. 
К достоинствам цилиндрической зубчатой передачи можно отнести высокий КПД по сравнению с червячной передачей, отсутствие эффекта необратимости, отсутствие дорогих антифрикционных материалов, более высокую долговечность по сравнению с червячной передачей, меньшую склонность к заеданиям. 
Недостатки - малое передаточное отношение на одну ступень по сравнению с червячной передачей (потому при больших передаточных отношениях цилиндрические редукторы делаются двух- и многоступенчатые, либо комбинированные цилиндро-червячные), повышенные шум и вибрации при работе. 